# Parapoynx likiangalis
Parapoynx likiangalis là một loài bướm đêm trong họ Crambidae.